# Сортавальский автобус
Сортавальский автобус — система автобусного транспорта города Сортавала.

## История

### Финский период
В 1930-х годах было открыто регулярное автобусное сообщение с Яккима.

### Советский период
В 1940 году был открыт маршрут, соединивший Сортавалу с Суоярви, Ляскеля и Петрозаводском.
К 1947 году Сортавала была соединена автобусными маршрутами с Лахденпохья, Хелюля, Импилахти, Ляскеля, Харлу, Маткаселькя, Куркийоки.
В 1949 году был открыт маршрут «Сортавала — Салми».
В 1950 году внутри Сортавалы действовал городской маршрут «Станция „Сортавала“ — Карельская улица — Северная улица — Хелюля». На маршруте работал один автобус модели ЗиС-16.
В 1953 году в Сортавале работало 9 автобусов моделей ГАЗ-651, ГАЗ-71, ГАЗ-03-30, ПАЗ-651, ЗИС-155.
В 1954 году автобусный парк Сортавальской автотранспортной конторы пополнился двадцати-местным автобусом РАРЗ-51, а также два новых автобуса от Павловского завода. Всего было поставлено 8 новых автобусов.
С 15 июня 1955 года начал работу автобусный маршрут «Сортавала — Петрозаводск». Линия прошла через Пряжу, Ведлозеро и Колатсельгу. Обслуживала маршрут Петрозаводская городская автотранспортная контора. Время в пути составило 12 часов.
В начале 1956 года шло активное обсуждение неудовлетворительного сообщения между Сортавалой и Вяртсиля. Руководству Сортовальской автотранспортной конторы был дан совет увеличить число автобусов на маршруте, так как движение в Маткаселькя в то время не осуществлялось.
1 февраля 1956 года случился интересный случай — автобус ЗиС-155 Сортавальской автотранспортной конторы не смог развернуться на к/ст. «Хелюля» по причине того, что данный остановочный пункт не был очищен от снега.
В 1963 году было организовано автобусное движение внутри Вяртсиля. Под это Сортавальская автотранспортная контора передала в этот посёлок один старый автобус.
В 1965 году в Вяртсиля был поставлен один новый автобус модели ГАЗ-651.
К 1973 году в Сортавале насчитывалось 4 городских автобусных маршрута:
- № 1 «Ладожская улица — Хелюля»;
- № 2 «Северная улица — Машиномелиоративная станция»;
- № 3 «Фанерная — Гидропорт»;
- № 4 «Мясокомбинат — Совхозное шоссе».

1 июля 1973 года был открыт маршрут «Сортавала — Кааламо».
В 1982 году в Сортавале насчитывалось 29 автобусов моделей ПАЗ-672, ЛАЗ-695, ЛАЗ-697.
В 1988 году в Сортавале продолжали работать 4 автобусных маршрута, а также к ним добавился маршрут № 5 «Ладожская улица — Туонслахти».
В 1991 году в Сортавале насчитывалось 25 автобусов моделей ПАЗ-672, ЛАЗ-695, ЛАЗ-697, ЛАЗ-699.

### Постсоветский период
В 1993 году через город прошел междугородний маршрут «Петрозаводск — Йоенсуу».
В 2004 году в городе действовало три социальных маршрута № 1, № 2 и № 5, а также пять коммерческих маршрутов № т1, № 1а, № т2, № т2а, № т4, № т4а.
25 февраля 2006 года близ Ляскеля сгорел автобус маршрута № 533э «Сортавала — Петрозаводск».
В 2007 году в Сортавале расстреляли рейсовый автобус.
С 2008 года автобусные маршруты в Сортавале обслуживает ООО «Пассажирские перевозки»
В 2013 году в городе действовали маршруты № 1, № 1а, № 2, №2а, № 5.
15 марта 2015 года близ Лоймолы загорелся рейсовый автобус маршрута «Сортавала — Петрозаводск».
29 января 2020 года в реестре был утвержден маршрут № 8 «Сортавала — Вяртсиля».
В 2022 году туристов, прибывших в Сортавалу, стал катать ретро-автобус.

## Современное состояние

### Маршрутная сеть

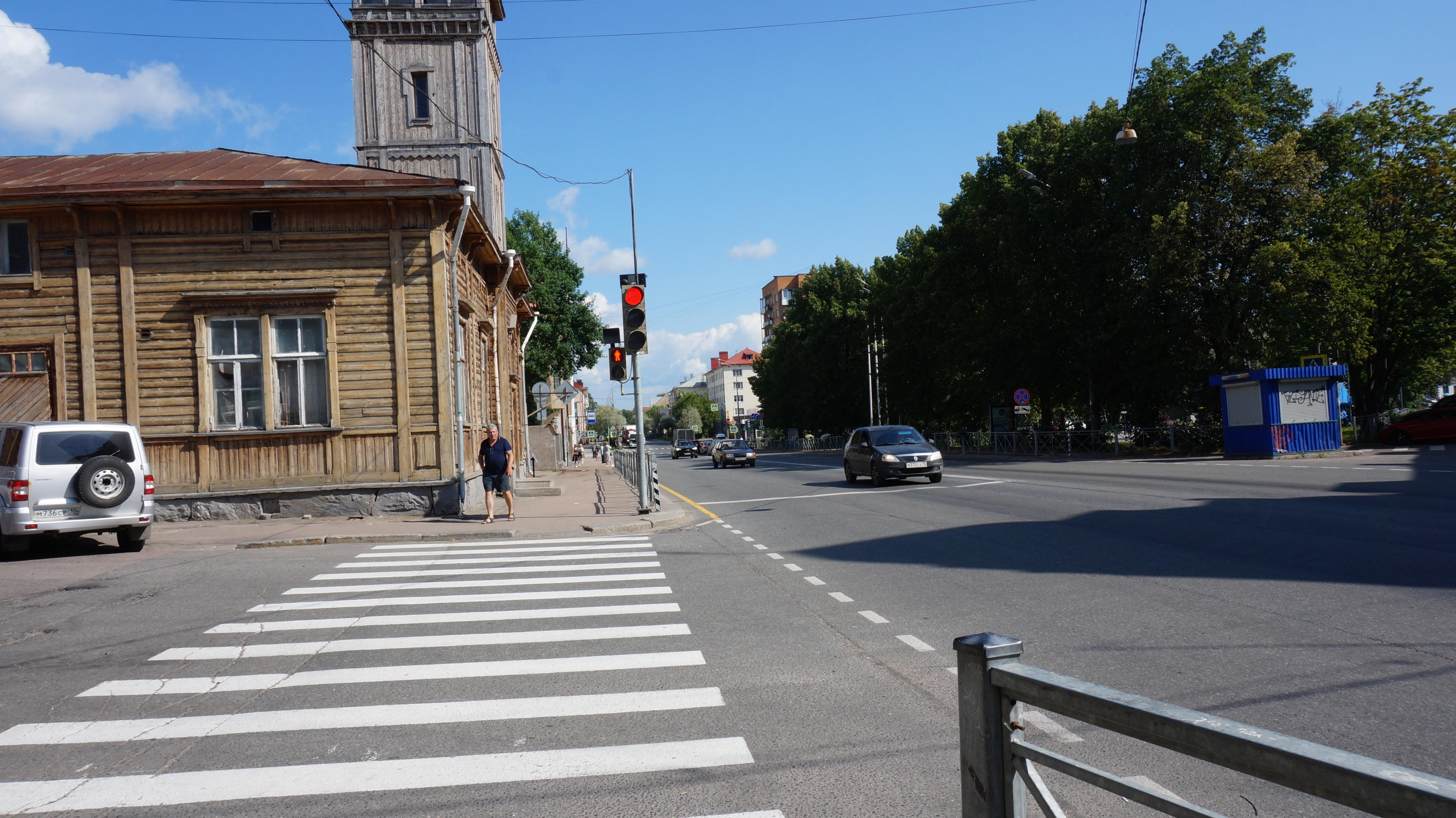
Карельская улица — одна из главных автобусных артерий города.

#### Действующие маршруты
На момент 12 апреля 2025 года в Сортавале действует 4 автобусных маршрута:
- № 1 «Улица Маяковского — Хелюля»[16];
- № 2 «ЦРБ — Хаапалампи»[17];
- № 2А «ЦРБ — Хаапалампи»[18];
- № 5 «Ладожская улица — Туокслахти»[19],

Также, действуют пригородные маршруты № 8 «Сортавала — Вяртсиля» и № 111 «Сортавала — Кааламо».
Еще, Сортавала связана междугородним сообщением с Петрозаводском, Питкярантой, Олонцом, Пряжей и Лахденпохья.

#### Закрытые маршруты
Список закрытых городских автобусных маршрутов города Сортавала:
- № 1а «Хюмпеля — Хелюля» (трасса маршрута указана на 2013 год)[20];
- № т1 «Автовокзал — Хелюля» (трасса маршрута указана на 2004 год)[13];
- № т2 «Северная улица — Вуорио» (трасса маршрута указана на 2004 год)[13];
- № т2а «Районная больница — Вуорио» (трасса маршрута указана на 2004 год)[13];
- № 3 «Фанерная — Гидропорт» (трасса маршрута указана на 1973 год)[3];
- № 4 «Мясокомбинат — Совхозное шоссе» (трасса маршрута указана на 1988 год)[12];
- № т4 «Автовокзал — Токкарлахти» (трасса маршрута указана на 2004 год)[13];
- № т4а «Автовокзал — Совхозное шоссе» (трасса маршрута указана на 2004 год)[13].

### Перевозчики
Список работающих и работавших перевозчиков в городе Сортавала:
- Сортавальская автотранспортная контора, работала на маршрутах № 1, № 2, № 3, № 4, № 5;
- ООО «Пассажирские перевозки», работает на маршрутах № 1, № 2, № 2а, № 5[25], № 8[22];
- ООО «Транссервис», работает на маршруте № 111[24];
- ООО «Регина Транс-Ойл»[26];
- ЧП Воронко Н. Н, работал на маршрутах № 1а, № т1, № т2, № т2а, № т4, № т4а[13];
- ИП Бобков Е. В[26].

## См. Также
- Петрозаводский автобус
- Суоярвский автобус
- Кондопожский автобус